# Шумейко, Григорий Григорьевич
Григорий Григорьевич Шумейко (12 декабря 1923, Стерлитамак, Башкирская АССР — 1 мая 1977, Киев) — участник Великой Отечественной войны, Герой Советского Союза (1945), полковник Советской Армии.

## Биография
Григорий Григорьевич Шумейко родился 12 декабря 1923 года в крестьянской семье в городе Стерлитамаке Стерлитамакского кантона Автономной Советской Башкирской Социалистической Республики РСФСР, ныне город республиканского значения Республики Башкортостан.
Жил в посёлке Кубань Гулькевичского района Краснодарского края, где окончил восемь классов средней школы. .
В октябре 1941 года призван в ряды Рабоче-крестьянской Красной Армии. В боях Великой Отечественной войны с ноября 1942 года. Сначала служил водителем автомобиля. В 1944 году окончил Сталинградское военное танковое училище.
С 1944 года член ВКП(б), в 1952 году партия переименована в КПСС.
Командир взвода 50-й гвардейской танковой бригады 9-го гвардейского танкового корпуса 2-й гвардейской танковой армии 1-го Белорусского фронта, гвардии лейтенант. Отличился при освобождении Польши. 18 января 1945 года в районе города Плоцк во главе группы из пяти танков Г. Г. Шумейко был направлен в тыл противника для разведки и захвата переправ через реку Вислу. Оказавшись в огненном мешке, танкисты заняли круговую оборону и в двухдневном бою расстреляли три противотанковые батареи противника, после чего покинули подбитые машины и вышли из окружения. Указом Президиума Верховного Совета СССР от 27 февраля 1945 года за образцовое выполнение заданий командования и проявленные мужество и героизм в боях с немецко-фашистскими захватчиками гвардии лейтенанту Шумейко Григорию Григорьевичу присвоено звание Героя Советского Союза с вручением ордена Ленина и медали «Золотая Звезда».
После войны Г. Г. Шумейко продолжил службу в Советской Армии. В 1945 году он окончил Ленинградскую высшую офицерскую бронетанковую школу, в 1966 году — Военную академию имени М. В. Фрунзе. Полковник Шумейко Г. Г. был начальником кафедры и факультета Киевского высшего танкового инженерного училища. Жил в городе Киеве Киевской области Украинской ССР, ныне Украина.
Григорий Григорьевич Шумейко умер 1 мая 1977 года. Похоронен в Киеве, на Лукьяновском военном кладбище.

## Награды
- Герой Советского Союза, 27 февраля 1945 года[2][3];
  - Медаль «Золотая Звезда» № 5925
  - Орден Ленина
- Орден Красного Знамени
- Орден Отечественной войны II степени, 21 февраля 1944[4];
- Два ордена Красной Звезды, 27 июля 1944[5], ?.
- Орден «За службу Родине в Вооружённых Силах СССР» III степени
- медали, в т.ч.
  - Юбилейная медаль «За воинскую доблесть. В ознаменование 100-летия со дня рождения Владимира Ильича Ленина»
  - Медаль «За победу над Германией в Великой Отечественной войне 1941—1945 гг.», 12 августа 1945 года[6][7]

## Память
- «Муниципальное бюджетное общеобразовательное учреждение средняя общеобразовательная школа № 22 имени Героя Советского Союза Г. Г. Шумейко пос. Кубань муниципального образования Гулькевичский район», Краснодарский край, Гулькевичский район, поселок Кубань, ул. Школьная, 2, имя присвоено Постановлением Совета Министров РСФСР от 5 сентября 1985 года № 397[8]
- Бюст около школы № 22 пос. Кубань, Краснодарский край
- Бюст на Аллея памяти, г. Гулькевичи, Краснодарский край[9]